# Electronic Journal of Probability
Pour les articles homonymes, voir EJP.
Electronic Journal of Probability est une revue scientifique revue par les pairs en libre accès et publiée par l'Institut de statistique mathématique et la Société Bernoulli pour la statistique mathématique et les probabilités. Le rédacteur en chef est Andreas Kyprianou, qui succède en 2018 à Brian Rider, de l'Université Temple. Il contient des documents de fond portant sur la théorie des probabilités, tandis que la revue sœur, l'Electronic Communications in Probability, publie des articles courts et partage le même comité de rédaction, mais avec un autre rédacteur en chef.
Selon le Journal Citation Reports, l' Electronic Journal of Probability a en 2016 un facteur d'impact de 0.904.